# Фазано, Ренато
Ренато Фазано (итал. Renato Fasano; 21 августа 1902, Неаполь — 3 августа 1979, Рим) — итальянский дирижёр и музыкальный педагог.
Окончил Неаполитанскую консерваторию, ученик Антонио Савасты (композиция) и Флорестано Россоманди (фортепиано).
Возглавлял Консерваторию Кальяри, где в 1948 г. основал камерный ансамбль «Collegium Musicum Italicum», в 1952 г. преобразованный в ансамбль «Виртуозы Рима»; также к этому ансамблю восходит созданный в 1956 г. Театр камерной оперы (гастроли, в частности, в СССР — Ленинград — в 1965 г.). Все эти коллективы специализировались на исполнении музыки XVIII века, главным образом итальянской; под руководством Фазано был осуществлён целый ряд записей таких композиторов, как Арканджело Корелли, Бальдассаре Галуппи, Алессандро Марчелло, Джованни Паизиелло, Джованни Баттиста Перголези и Антонио Вивальди. Среди заметных записей Фазано — «Орфей и Эвридика» Кристофа Виллибальда Глюка (1965) с Ширли Верретт и Анной Моффо. С 1972 г. Фазано редактировал издание церковной музыки Вивальди.
В 1953—1960 гг. Фазано занимал пост директора Венецианской консерватории.